# Săliște
Săliște (em alemão: Großendorf ou Selischte; em húngaro: Szelistye) é uma cidade do județ (distrito) de Sibiu, na região histórica da Transilvânia, Roménia. A cidade propriamente dita tinha 2 830 habitantes em 2011, enquanto que a área sob a sua administração, com 226,78 km² de área, tinha 5 421 habitantes. A população estimada em 2016 era 5 938 habitantes.

## Geografia
A cidade situa-se 21 km a oeste da capital distrital, Sibiu, no sopé na serra de Cindrel, numa série de vales de rios afluentes do rio Cibin na parte meridional do planalto Transilvano.
Aldeias de Săliște:
- Aciliu (em húngaro: Ecsellő; em alemão: Tetschein) — 268 habitantes; a 8 km de Săliște.
- Amnaș (Omlás; Hamlesch) — 369 habitantes, tem uma igreja fortificada saxã; a 9 km.
- Crinț (Krinc) — base militar com dois habitantes permanentes; a 18 km.
- Fântânele, também conhecida como Cacova Sibiului (Szebenkákova; Krebsbach bei Hermannstadt) — 251 habitantes, a 6 km.
- Galeș (Szebengálos; Gallusdorf) — 331 habitantes, a 2 km.
- Mag (em húngaro: Mág) — 439 habitantes, a 9 km.
- Săcel (em húngaro: Szecsel; em alemão: Schwarzwasser) — 520 habitantes, 4 km.
- Sibiel (Szibiel; Budenbach) — 402 habitantes, 6 km.
- Vale (Vále; Grabendorf) — 384 habitantes, 2 km.

Originalmente todas as localidades à exceção de Amnaș eram habitadas por romenos étnicos. Em 2011, 95,7% da população era constituída por romenos, 3,3% ciganos, e 0,6% alemães (saxões transilvanos).
A maior parte dos romenos são fiéis da Igreja Ortodoxa Romena e os alemães que ainda vivem em Amnaș são luteranos. Há também algumas pequenas igrejas doutras confissões protestantes.

## História
A região é habitada pelo menos desde a Antiguidade. Numa colina entre Sălişte e a comuna vizinha de Tilișca há ruínas duma velha cidadela dácia. O primeiro documento que menciona Săliște é de 1354 e refere-a em latim como Magna Villa. O nome antigo em húngaro foi Nogfalu e em alemão Grossdorf. Masi tarde, em 1383, a cidade aparece com o nome Magna Villa Valachiealis (Grande Vila dos Valaques), o que denota a sua população etnicamente romena. Mais tarde foi uma das aldeias da Țara Almașului, uma região por vezes governada pelos príncipes da Valáquia.
Cerca de 1485, Săliște foi incluída num dos sete domínios saxões da Transilvânia. No final do século XVIII tornou-se uma vila importante da comunidade romena e o principal centro cultural da área de Mărginimea Sibiului. Em 1774 ocorreu uma revolta local da população romena. Praticamente todos os eventos revolucionários do século XIX que culminaram na independência da Roménia tiveram a partipação da vila, bem como as revolução de 1848.

## Economia
Tradicionalmente, a principal ocupação era a pastorícia e atividades relacionadas. Atualmente essa atividade ocupa uma pequena parte da população, mas ainda é importante, juntamente com outras atividades agrícolas. Recenteente surgiu alguma indústria ligeira, nomeadamente têxtil. Outras atividades económicas relevantes são o comércio e os serviços. A área de Aciliu e Amnaș é adequada para a produção de vinho e nas áreas de Mag e Săcel há vários lagos artificiais usados para piscicultura.